# Aurèlia (mare de Juli Cèsar)
Aurèlia Cota (en llatí: Aurelia Cotta) va ser la dona de Gai Juli Cèsar i la mare de Juli Cèsar i dues filles més. Els seus antecedents familiars no són prou clars, però podria ser filla de Marc Aureli Cota i de Rutília, i mig germana dels cònsols Gai, Luci i Marc Aureli Cota. Va morir el 54 aC quan el seu fill, que sempre la va tractar amb molta consideració, era a la Gàl·lia.
Aurèlia es va casar amb el pretor Gai Juli Cèsar, fill del senador Gai Juli Cèsar (l'avi de Juli Cèsar el dictador) i Màrcia, pretesament descendent d'Anc Marci, el quart dels set Reis de Roma. El seu espòs va morir en campanya l'any 85 aC.
Els fills d'Aurèlia van ser:
- Júlia Major
- Júlia Menor
- Gai Juli Cèsar (101-44 aEC)

Aurèlia i la seva família van ser molt influents en l'educació i la seguretat del seu fill. El seu marit Gai Juli Cèsar, era sovint lluny, de manera que la tasca de criar al seu fill va caure en la seva majoria a les espatlles d'Aurèlia. Quan el jove Cèsar estava a punt de complir 18 anys, el llavors dictador de Roma, Luci Corneli Sul·la, li va ordenar divorciar-se de la seva jove esposa Cornèlia Cinnil·la, la filla de Luci Corneli Cinna. Cèsar s'hi va negar fermament, i en fer-ho, es va enfrontar amb Sul·la. Aurèlia es va involucrar en la petició per salvar el seu fill, i el defensà, juntament amb el seu germà Gai Aureli Cota.
Com que Cornèlia Cinnil·la va morir jove, Aurèlia va educar la seva jove neta Júlia Cesària en el seu lloc i va dirigir les possessions del seu fill.
L'historiador Tàcit la considerava la matriarca ideal i la tenia en gran consideració. i Plutarc la descrivia com una dona estricta i respectable.